# البكمة (فلم)
البكمة هو فيلم تلفزي مغربي من إخراج فريدة بليزيد سنة 2001، وبطولة كل من رشيد الوالي، سامية أقريو، محمد الرزين، وآخرين.
صُوّرت مشاهد الفيلم بمدينة طنجة.

## القصة
يتناول الفيلم موضوع الرفق بالحيوان، حيث سيساعد الطفل «كمال» قطة يعثر عليها في الشارع لتكون بداية لمجموعة من العمليات التي سيقوم بها برفقة صديقه «نادر»، لتحرير بعض الحيوانات كالسلاحف والعصافير، ويثير الفيلم بعض المواضيع الجانبية الهامة، كما لا يخلو من لمسة عاطفية من خلال قصة حب ستجمع بين «عزيز» و«نورا» ويقوم بدورهما الممثلان رشيد الوالي وسامية أقريو.

## روابط خارجية
- مقالات تستعمل روابط فنية بلا صلة مع ويكي بيانات